# Peng Qingyue
Peng Qingyue (geboren am 13. Januar 2005) ist eine chinesische Skispringerin.

## Werdegang
Peng Qingyue trat ab 2020 zu Wettbewerben unter dem Dach der Fédération Internationale de Ski an und debütierte im Januar 2020 zunächst im FIS Cup. Im Sommer 2021 gab sie im finnischen Kuopio auch ihr Debüt im Skisprung-Continental-Cup und erreichte dabei mit einem achten sowie einem sechsten Platz sogleich die ersten Punktplatzierungen.
Am 15. August 2021 trat sie in Frenštát pod Radhoštěm erstmals zu einem Wettbewerb im Skisprung-Grand-Prix an. Dabei gelang es ihr mit dem 30. Platz wiederum auf Anhieb, den ersten Wertungspunkt zu gewinnen. In der Gesamtwertung des Skisprung-Grand-Prix 2021 belegte sie nach weiteren Punktgewinnen in Tschaikowski im September den 42. Rang.
In der Saison 2021/22 gab sie am 10. Dezember 2021 in der Vogtland Arena in Klingenthal mit einem 38. Platz ihr Debüt im Skisprung-Weltcup. Bei den Olympischen Winterspielen 2022 in Peking wurde sie im Einzelwettbewerb von der Normalschanze 38. und mit der chinesischen Mixed-Staffel Zehnte. Beides war jeweils der letzte Platz.

## Statistik
Grand-Prix-Platzierungen
| Saison | Platz | Punkte |
| ------ | ----- | ------ |
| 2021   | 042.  | 0025   |